# Vereinigte Arabische Liste
Die Vereinigte Arabische Liste (hebräisch רְשִׁימָה עֲרָבִית מְאֻחֶדֶת Rəschīmah ʿAravīt Məʾuchedet, Akronym: Raʿam, z. T. auch transkribiert als Raam; arabisch ألقائمة العربية الموحدة al-Qā'ima al-ʿArabiyya al-Muwahhada, DMG al-qāʾima al-ʿarabīya al-muwaḥḥada) ist eine Partei in Israel, die die Interessen arabischer Israelis vertritt. Sie lehnt den Zionismus, der Israel als jüdischen Staat definiert, ab. Ihre Wähler sind fast ausschließlich Muslime. Sie wurde 1996 als Zusammenschluss der 1988 gegründeten linken Arabischen Demokratischen Partei und der Islamischen Bewegung in Israel gegründet. 
Raʿam setzt sich ein für einen palästinensischen Staat mit Ostjerusalem als Hauptstadt, für die Räumung der jüdischen Siedlungen in den besetzten Gebieten sowie für die Gleichberechtigung zwischen jüdischen und arabischen Israelis.

## Geschichte
Die Islamischen Bewegung in Israel (الحركة الإسلامية في إسرائيل) zerstritt sich über den Oslo-Prozess und die Beteiligung an den Knessethwahlen, beides lehnten Anhänger der Nördlichen Islamischen Bewegung ab, wohingegen die Hauptströmung, südlicher Zweig genannt, sie befürworten. Der islamistisch radikalisierte nordisraelische Flügel ist inzwischen verboten.
Zur Knesset-Wahl 2006 schloss sich Raʿam mit der Partei Taʿal zusammen. Das Bündnis errang vier Sitze in der Knesset.
Am 12. Januar 2009 beschloss das zentrale Wahlkomitee, das Bündnis aus Vereinigter Arabischer Liste und Taʿal von der Parlamentswahl am 10. Februar auszuschließen. Auch die arabische Balad-Partei war von dem Ausschluss betroffen. „Die beiden Parteien würden zu Gewalt aufwiegeln, den Terrorismus unterstützen und den Staat Israel nicht anerkennen, lautete die Begründung des Gremiums, in dem alle Parlamentsfraktionen vertreten sind.“ Der Oberste Gerichtshof Israels hob diesen Ausschluss jedoch wieder auf, so dass die Vereinte Arabische Liste bei den Wahlen 2009 und 2013 wieder antreten durfte und ihre vier Sitze verteidigen konnte. 
Zur Wahl 2015 schloss sie sich mit Balad, Chadasch und Taʿal zur Vereinten Liste zusammen. Das Wahlbündnis errang zusammen dreizehn Parlamentssitze.
Im Vorfeld der Wahl 2019 zerbrach das Bündnis Vereinte Liste. Die Vereinigte Arabische Liste (Raʿam) bildete daraufhin nur noch mit Balad eine gemeinsame Wahlliste. Am 7. März 2019 stimmte das zentrale Wahlkomitee dafür, Raʿam und Balad für die kommende Wahl zu disqualifizieren. Das Oberste Gericht Israels widerrief diese Entscheidung später aber wieder.
Die Raʿam war die erste arabische Partei, die Koalitionspartner einer israelischen Regierung war. Mansour Abbas war von Juni 2021 bis Dezember 2022, als das Kabinett Bennett-Lapid amtierte, Regierungsmitglied ohne Ministeramt.

## Wahlergebnisse bei Knesset-Wahlen
Bei den Wahlen zum israelischen Parlament, der Knesset, erreichte die Vereinigte Arabische Liste jeweils:
- 1996: 4 Sitze
- 1999: 5 Sitze
- 2003: 2 Sitze
- 2006: 4 Sitze
- 2009: 4 Sitze
- 2013: 4 Sitze
- 2015: 3 Sitze
- 2021: 4 Sitze
- 2022: 5 Sitze